# Manuel Sanjulián
Manuel Sanjulián   (Barcelona, 24 de juny de 1941) nom artistic de Manuel Pérez-Sanjulián Clemente, tambe conegut com a Sanjulián pel nom amb què ha signat la majoria de les seves obres, és un il·lustrador e historietista espanyol.

## Biografia

### Començaments professionals
Sanjulián va néixer en Barcelona en 1941. En la seva primera joventut no va considerar dedicar-se al dibuix professionalment, ja que ho considerava una afició. Acabat el batxillerat, amb uns 16 anys, es va inscriure a l'Escola de Nàutica de Barcelona, ja que la seva aspiració era ser marí mercant, seguint la tradició familiar. No obstant això, per a guanyar uns diners extres se li va ocórrer elaborar una carpeta amb retrats d'estrelles de cinema i oferir-se a les agències distribuïdores de l'època com a cartellista. Després de diversos rebutjos finalment va obtenir un treball de prova de la Fox cap a 1959. El seu primer encàrrec va ser un treball publicitari sobre el Diari d'Anna Frank. No obstant això no va ser fins que un amic de la família restaurador d'art li va recomanar iniciar estudis de Belles arts, que es va plantejar dedicar-se al dibuix de manera professional. D'aquesta manera va abandonar els estudis de nàutica i es va inscriure en la acadèmia de Sant Jordi des dels 20 als 25 anys d'edat.
Poc després una crisi en la publicitat cinematogràfica, que va començar a realitzar-se fora d'Espanya li va fer decidir-se a buscar alternatives, per la qual cosa es va encaminar a l'editorial Bruguera que li va encarregar una sèrie d'historietes romàntiques. No obstant això aquest estil no era del gust de Manuel pel que a través d'un company de Belles arts es va posar en contacte amb l'agència Selecciones Ilustradas de Josep Toutain. Aquesta era una agència que proporcionava dibuixants i historietistas per a diversos encàrrecs, principalment a l'estranger i molt especialment al mercat britànic, que vivia una etapa florent en aquella època.

### A Selecciones Ilustradas
D'aquesta manera cap a 1961 es va unir a la plantilla de l'agència i va començar a dibuixar historietes de tall històric, un gènere en el qual es va especialitzar, realitzant també nombroses historietes amb temàtica de detectius, de l'Oest o romàntiques. Les condicions de treball en aquesta agència eren bastant millors que les habituals a Espanya; Sanjulián cobrava unes 9000 pessetes per un mínim de 68 pàgines, sense dret a signar la seva obra o a recuperar els originals.
No obstant això després de finalitzar el Servei Militar va buscar una manera de millorar la seva posició i es va interessar per la possibilitat de fer portades en color. Les historietes es realitzaven en blanc i negre sense entintar. A suggeriment de Josep Toutain va realitzar algunes portades amb temàtica de l'oest que van ser rebutjades per aquest: "...aquesta portada porta-la-hi a Bruguera, que és el seu estil.". Això va encendre l'orgull de Sanjulián que es va tancar i va dibuixar altres tres portades. Quan va tornar a veure a Toutain est li va dir "si em fas diverses com aquestes te les compro totes a 700 pessetes cadascuna", de manera que va començar a treballar principalment com a il·lustrador de portades.
En els anys següents va realitzar nombroses portades per a Europa i algunes sèries per als països escandinaus. Posteriorment va ser en el mercat britànic on va destacar especialment, com a il·lustrador per a editorials notables com a Futura, Fontana o Harrow.
Des de començaments de la dècada de 1970 Seleccions Il·lustrades va començar a rebre encàrrecs per a treballar per a les editorials americanes, al principi només historietes, però posteriorment també portades. Després de veure mostres del seu treball l'editorial Warren Publishing va encarregar diverses portades de terror i fantasia, gèneres en els quals estava especialitzada aquesta editorial. També va rebre un encàrrec d'una portada per a l'editorial Dell. Això va suposar una millora dràstica en les condicions de treball, de cobrar unes 2500 pessetes per portada va passar a guanyar 19000. En els anys següents la seva fama es va consolidar en el mercat americà; en endavant no va tenir problemes per a trobar encàrrecs per a nombroses editorials, il·lustrant tant portades per a la Warren, que l'artista reconeix com els treballs que més satisfacció li produïen, com a portades de llibres i novel·les per a altres editorials: Dell, Avon, Ace, DAW, Bantam, Fawcett i Berkeley entre d'altres. Precisament per a la Dell va signar un contracte d'exclusivitat, substituït posteriorment per un altre de prioritat.
En els 70 també va produir algunes historietes; un parell d'adaptacions de pel·lícules i una sèrie per a la revista Cimoc.

### Després de S.I.
En 1984 va abandonar Seleccions Il·lustrades. A partir d'aquesta època va ser representat per Norma Agency, de Norma Editorial. El seu treball en aquesta època es va centrar en els Estats Units que va acaparar gairebé tots els seus encàrrecs, no deixant-li gairebé temps per a treballar a Espanya o Europa.
A Espanya el seu treball s'ha centrat principalment en la publicitat, amb campanyes per a marques com Winston, o el parc d'atraccions PortAventura Park. També ha realitzat diversos cartells de pel·lícules com a varis per al director Juan Piquer Simón, gran admirador del seu treball, així com diversos cartells per al Festival de Cinema Fantàstic de Sitges, ciutat en la qual resideix. A més de la il·lustració comercial, ha realitzat nombroses obres de pintura artística figurativa, si bé l'autor rebutja la distinció entre il·lustració i creació artística.
Ha rebut, al llarg dels anys nombrosos guardons i reconeixements i ha assistit a nombrosos congressos i convencions. Ha exposat la seva obra en diverses ocasions en la Society of Illustrators de Nova York.
En l'actualitat viu a Sitges. Està casat i té dos fills.

## Tècnica i estil
En la seva primera època Josep Toutain va criticar el seu estil com historietista, per la qual cosa li va suggerir la possibilitat d'encaixar millor com a il·lustrador de portades: 
| « | «...és possible que ho facis bastant bé, perquè tu com historietista ets bastant dolent, perquè les teves vinyetes són bastant dolentes, però de sobte et concentres i fas una més gran que et queda bastant bé. Així que potser has de dedicar-te a la il·lustració i no a la historieta.» | » |

En els seus inicis va emprar el gouache per a acolorir les seves il·lustracions però mai es va sentir còmode amb aquesta tècnica i aviat va provar amb [pintura a l'oli], amb la qual va obtenir resultats més satisfactoris, primer amb una il·lustració d'una ballarina sexy per al mercat alemany. En els seus primers anys el seu estil minuciós va ser objecte de bromes quan va compartir estudi amb Fernando Fernández, Félix Mas, Petronius i Josep Miralles: "ara, amb el pinzell d'un només pèl" li deien quan estava rematant els seus dibuixos. En aquells dies és quan el seu estil va anar prenent forma. Recorria les llibreries de vell buscant edicions de llibres de butxaca americans per a fixar-se en l'estil que es realitzava a l'estranger, més elaborat que l'espanyol, això li va fer prendre's més de debò el seu treball i esforçar-se a destacar de l'habitual.
El seu estil té influències dels il·lustradors vuitcentistes i fins i tot, el realisme gairebé fotogràfic de les seves il·lustracions ha estat comparat amb el de Velázquez. Sobre il·lustradors contemporanis s'ha equiparat el seu estil amb una versió més realista de Frank Frazetta, autor en el qual el propi Sanjulián reconeix haver-se fixat especialment. D'entre els espanyols va reconèixer com el millor a (i únic) portadista a Enric Torres-Prat. Malgrat haver-se centrat principalment en la il·lustració Sanjulián ha declarat que li agrada molt la historieta i que sempre ha estat obert a la possibilitat de tornar a publicar còmics.
Sobre la diferència entre la seva labor com a il·lustrador i el treball de historietista ha comentat:
| «                               | « Hi ha dues diferències entre el dibuixant d'historietes i el de portades. El primer té tota una col·lecció de vinyetes per a desenvolupar la idea. El de portada ha d'aglutinar tota la idea d'una historieta en un sol dibuixo » | » |
| — Entrevista en la revista Vudú | |   |

## Obra
Obres editades a Espanya
- 1973 Dossier Negro, Llibre d'historietes del segell Ibero Mundial de Ediciones, nºs Ext.2, 40, 43, 53 y 138
  - Vampus, revista d'historietes del segell Ibero Mundial de Ediciones, nºs Ext.2, Ext.3, 12, 15, 19, 20, 22, 25, 30, 34, 51, 55, 60, 66 y 70
  - Rufus, revista d'historietes del segell Ibero Mundial de Ediciones, nºs 1, Ext.1, 2, 4, 5, 8, 13, 16, 24, 25, 30, 32, 33, 36, 37, 39 y 40
- 1976 Kung-Fu, revista d'historietes del segell Ediciones Amaika, S.A., nºs 1 y 8
  - Famosos Monsters del Cine, Revista gràfica del segell Garbo Editorial, S.A., n.º 14
  - Vampirella, revista d'historietes del segell Garbo Editorial, S.A., nºs 19, 26 y 34
- 1979 Creepy, revista d'historietes del segell Toutain Editor, nºs 0, Ext.2, 4, 22, 25, 26, 28, 31, 40, 50 y 79
- 1982 Delta, revista d'historietes del segell Ediciones Delta, nºs 2 y 13
- 1984 Cimoc. Especial, Llibre d'historietes del segell Norma Editorial, S.A., n.º 4
  - Cimoc, revista d'historietes del segell Norma Editorial, S.A., nºs 36, 57, 76, 78, 93, 96, 101 y 113
- 1986 Zona 84, revista d'historietes del segell Toutain Editor, n.º 2, especiales sólo posters nºs 2, 3 y 4
- 1990 Creepy, revista d'historietes del segell Toutain Editor, nºs 1, 5, 7, 9, 10, 13 y 19
- 1992 Comix Internacional, revista d'historietes del segell Ediciones Zinco, S.A., n.º 1
  - Pesadilla en Elm Street, quadern d’historietes del seagell Editorial Planeta-DeAgostini, S.A.

Portades de còmic
- Atomika, 2009
- 1984, Warren Publishing, 1978
- Creepy, Warren Publishing, 1964, nºs 42, 46, 47, 48, 50, 51 y 61
  - Creepy, Warren Publishing, 2009, n.º 5
- Eerie, Warren Publishing, 1966, nºs 40, 41, 46, 48, 50 al 54, 58, 62, 63, 66, 67, 69, 70 al 72, 76, 102, 133 y 135
- Gespenster Geschichten, n.º 1168
- Heavy Metal, n.º 71, Especial 1984, Especial Vol.12
- Realms of Fantasy, octubre de 1996 y junio de 1997
- Vampirella, Warren Publishing, 1969, nºs 12 al 16, 23, 36 al 38, 44, 45, 50, 51, 55, 81, 91, 99, 100, 102, 107 y 109
  - Vampirella: Crimson Chronicles, n.º 1
  - The Best of Vampirella, 2008, n.º 1 Lost Tales
- Warren Presents, Warren Publishing, 1979, nºs 1, 6 y 13
- L'Eternauta, Comic Art, 1984, n.º 32
- Heavy Metal, Heavy Metal, 1983, vol. 6, n.º 11
- 1994, Warren Publishing, 1980, n.º 12
- Son of Heavy Metal, Heavy Metal, 1984, n.º 1

Portades de novel·la
- The Artificial Man (1967)
- Bloodstalk (1975)
- Deadwalk (1976)
- Conan and the Sorcerer (1978 & 1984)
  - The Blade of Conan (1979)
  - The Treasure of Tranicos (1980)
  - Conan the Mercenary (1981)
  - The Flame Knife (1981)
- Zarsthor's Bane (1978)
- The Lost Continent (1979)
- The Gods of Bal-Sagoth (1979)
- Slaves of Sleep (1979)
- Three-Bladed Doom (1979)
- Tigers of the Sea (1979)
- Worms of the Earth (1979)
- Anackire (1983)
- The Year's Best Fantasy Stories: 9 (1983)
- The Name of the Rose (1984)
- Dinosaur Tales (1984)
- The Vizier's Second Daughter (1985)
- The Dragon Waiting (1985)
- The Green Pearl (1986 & 1987)
  - Madouc (1990)
- Janissaries III: Storms of Victory (1987 & 1988)
- Fletch, Too (1988)
- The Storm Lord (1988)
- The White Serpent (1988)
- The Warriors of Spider (1988)
  - The Way of Spider (1989)
  - The Web of Spider (1989)
- Crusader's Torch (1989)
  - A Candle for D'Artagnan (1989)
- The Lions of Tsavo (1989)
- The Artifact (1990)
- An Abyss of Light (1990)
  - Treasure of Light (1990)
  - Redemption of Light (1991)
- The Empire of Fear (1990)
- Scavenger Hunt (1990)
- Starstrike (1990)
- Rally Cry! (1990)
  - Terrible Swift Sword (1998)
- The Unicorn Solution (1991)
- Fire Crossing (1991)
- Requiem for the Conqueror (1991)
  - Relic of Empire (1992)
- Mistworld (1992)
  - Ghostworld (1993)
  - Hellworld (1993)
- The Last Dancer (1993)
- Dragon Reforged (1995)
  - Dragons Can Only Rust (1995)
- The Great and Secret Show (1995)
- Her Majesty's Wizard (1995)
- Devil's Tower (1996)
- Palace (1996)
  - The Eyes of God (1998)
- Tarzan Triumphant/Tarzan and the City of Gold (1997)
- See You Later (1998)
- Imperium Without End (1999)
  - Imperium Afire (2000)
- Devlin's Luck (2002)
  - Devlin's Honor (2003)
  - Devlin's Justice (2004)

Altres publicacions
- Sanjulián, Luis Vigil, Norma Editorial, 1984
- Libro teórico: Colección Black and White (Recerca Editorial, Manacor, 2003)
- Sanjulian: Master Visionary (2001) ISBN 0-86562-039-3
- Sword's Edge: Paintings Inspired by the Works of Robert E. Howard (2010) ISBN 978-1-59929-053-9